# Салма
Салма́ (рос. Салма, ерз. Салма) — село у складі Ромодановського району Мордовії, Росія. Адміністративний центр Салминського сільського поселення.

## Населення
Населення — 63 особи (2010; 96 у 2002).
Національний склад (станом на 2002 рік):
- росіяни — 96 %